# Moravský Karlov (przystanek kolejowy)
Moravský Karlov – przystanek kolejowy w miejscowości Moravský Karlov, w kraju pardubickim, w Czechach. Znajduje się na wysokości 515 m n.p.m.
Na przystanku nie ma możliwości zakupu biletu, a obsługa podróżnych odbywa się w pociągu.

## Linie kolejowe
- 024 Ústí nad Orlicí - Štíty